# Uroš Lajovic
Uroš Lajovic (* 4. Juli 1944 in Ljubljana) ist ein slowenischer Dirigent und Hochschullehrer in Wien.
Lajovic studierte zunächst an der Musikakademie Ljubljana die Fächer Komposition und Dirigieren. Danach  war er am Mozarteum in Salzburg bei Bruno Maderna und an der Wiener Musikhochschule in der Klasse von Hans Swarowsky.
Sein Debüt als Dirigent erfolgte mit 21 Jahren am 24. Oktober 1965. Zunächst war er Assistentdirigent, danach ständiger Dirigent der Slowenischen Philharmonie. 1979 bis 1981 war er Chefdirigent der Zagreber Symphoniker. Seit 1980 wirkte er an der Wiener Hochschule für Musik und darstellende Kunst und wurde dort 1991 Professor (2012 emeritiert). Schüler von ihm waren unter anderem Andrés Orozco-Estrada, Andris Poga, Enrico Calesso, Marino Formenti, Alexander Kukelka, Kirill Garrijewitsch Petrenko, Olari Elts, Peter Sommerer, Najden Todorow, Martin Wettges, Robert Zelzer, Alexander Znamenskiy und Marzena Diakun.
Von 2001 bis 2006 war er Chefdirigent der Philharmonie Belgrad. 2009 übernahm er auch die Stelle eines Dirigierprofessors der Musikakademie Zagreb, die er bis 2014 innehatte.
Lajovic hatte Gastauftritte mit Orchestern in ganz Europa, Russland, der Türkei, den USA, Korea, China, auf Taiwan und in Kolumbien.

## Bibliografie
- Uroš Lajovic: Beethoven – Die Bedeutung der semantischen Zeichen in seinen Symphonien, Wien: Hollitzer, 2022. ISBN 978-3-99094-031-0[1]